# BlackSite: Area 51
BlackSite: Area 51 (phát hành ở châu Âu và Úc với tên gọi BlackSite) là một game bắn súng góc nhìn thứ nhất được phát hành cho Xbox 360 và Microsoft Windows vào ngày 12 tháng 11 năm 2007 tại Bắc Mỹ và PlayStation 3 vào ngày 10 tháng 12 năm 2007. Hầu hết không liên quan đến tựa game đa hệ máy năm 2005 Area 51. Trò chơi do hãng Midway Austin phát triển và Midway Games phát hành.

## Cốt truyện
Đại úy Aeran Pierce và phần còn lại của biệt đội Delta Force gọi là Echo Squad dưới quyền mình được cử đến để điều tra một hầm chứa vũ khí được cho là ở Iraq năm 2003. Họ đi cùng với người đứng đầu một đội khoa học ưu tú, Tiến sĩ Noa Weis. Sau khi chiến đấu với Quân đội Iraq, họ phát hiện ra boong ke gồm toàn đám người và động vật hoang dã đột biến bị lây nhiễm (gọi chung là Xenos) được tạo ra bởi một tinh thể ngoài hành tinh tìm thấy trong hầm. Pha lê này vô hiệu hóa Pierce và buộc cả đội phải rút lui. Một thành viên của đội, Trung úy Logan Somers, bị bỏ lại trong cuộc rút lui.
Ba năm sau, một đội dân quân được vũ trang ận răng đã kiểm soát Khu vực 51 và vùng xung quanh, kèm theo sự bùng nổ của các sinh vật ngoài hành tinh giống hệt như những sinh vật gặp phải ở Iraq. Echo Squad và Tiến sĩ Weis đã được chọn để lấy lại căn cứ. Họ bắt đầu với thị trấn Rachel gần đó, nơi họ phát hiện ra rằng "dân quân" thực sự là những người lính Mỹ được cường hóa kiểu cyber gọi là Reborn. Echo Squad tìm thấy những người sống sót ở Rachel, nhưng khi họ giải cứu những người sống sót, họ tìm thấy Trung úy Somers, giờ là một Reborn. Somers giải thích rằng chương trình Reborn được thiết kế để thay thế đội quân tình nguyện của công dân Mỹ bằng siêu chiến binh có thể sử dụng được, qua các đối tượng được tuyển dụng từ những nhóm người có thể biến mất mà không bị ai chú ý, như người vô gia cư, người nhập cư bất hợp pháp và quân nhân không có gia đình. Vì những thí nghiệm khắc nghiệt, một trong số họ đã dẫn đầu một cuộc nổi dậy.
Quay trở lại căn cứ, họ phát hiện ra rằng Weis phụ trách chương trình Reborn, nhưng nó đã bị đóng cửa từ nhiều năm trước và những người lính bị phong ấn ở Khu vực 51. Somers đã khiến Reborn trốn thoát và tìm cách trả thù, sử dụng một thiết bị ngoài hành tinh có pha lê ở Iraq là một thành phần bị đánh cắp. Sau khi được tiết lộ là thủ lĩnh Reborn, Somers bèn phản bội Echo Squad và rút lui về Khu vực 51 khi Xenos và Reborn tấn công căn cứ. Echo Squad đẩy lùi thành công cuộc tấn công, sau đó gia nhập một sư đoàn quân sự khác trong một cuộc tấn công vào Khu vực 51. Trong quá trình kịch chiến, Pierce bị bắt và phần còn lại của Echo Squad đều bị giết.
Bên trong Khu vực 51, Pierce phát hiện ra rằng Xenos thực sự được tạo ra bởi các bào tử được phát ra từ thiết bị của người ngoài hành tinh và Somers đang sử dụng thiết bị này để phát tán các bào tử trên bề mặt Trái Đất. Pierce trốn thoát với sự hỗ trợ của Tiến sĩ Weis, sau đó tắt thiết bị và giết chết Somers trong một vụ xả súng. Trò chơi kết thúc với việc Pierce và Weis bay trong một chiếc trực thăng để đánh giá thiệt hại do bào tử Xeno gây ra.

## Lối chơi
BlackSite: Area 51 có lối chơi bắn súng góc nhìn thứ nhất. Nó sử dụng một hệ thống y tế tái sinh; ngoài ra, nhân vật của người chơi có thể hấp thụ một lượng lớn phát súng trước khi chết. Trò chơi có sáu loại vũ khí khác nhau, mặc dù chỉ có hai chiếc có thể được mang theo cùng một lúc. Trò chơi cũng có tính năng sử dụng lựu đạn và kiểu tấn công cận chiến. Vũ khí chính trong game, M4 carbine, có tầm nhìn ba chiều có thể nhắm vào để phóng to các mục tiêu ở xa.
Một trong những tính năng chính của trò chơi là chiến thuật đội hình. Trong gần như toàn bộ trò chơi, người chơi sẽ có một nhóm gồm hai Đội hình do A.I. điều khiển đi cùng mình. Các đồng đội có thể được lệnh di chuyển vào một vị trí, tập trung hỏa lực vào một kẻ thù cụ thể, điều khiển một tháp pháo được gắn hoặc đặt các loại thuốc nổ vào một số vật phẩm. Lệnh Squad được đưa ra với một nút duy nhất; các lệnh có ngữ cảnh nhạy cảm dựa trên những gì người chơi chỉ con trỏ vào. Các đồng đội không thể bị giết, và sẽ chỉ bị hạ gục trong một thời gian ngắn sau khi nhận một lượng sát thương nhất định. Trò chơi cũng có một hệ thống tinh thần, tinh thần đội hình tăng lên khi người chơi giết kẻ thù hoặc ghi điểm, và giảm khi người chơi chịu sát thương hoặc khi đồng đội bị thương hoặc mất khả năng tác chiến. Khi tinh thần nâng cao, các đồng đội chiến đấu hiệu quả hơn nhiều và có thể sống sót với nhiều thiệt hại hơn, trong khi ở tinh thần thấp, họ đóng góp ít hơn cho các trận hỏa hoạn, và bị mất khả năng dễ dàng hơn nhiều.
Trò chơi cũng có một số loại khí tài mà người chơi phải lái một chiếc xe tải dân sự hoặc quân đội xuyên quốc gia Humvee để đến một địa điểm, trong khi đối phó với các cuộc tấn công của kẻ thù. Người chơi có thể thoát khỏi xe bất cứ lúc nào để thu thập vật phẩm, do thám nhà cửa hoặc điều khiển súng máy được gắn trên nóc xe Humvee.
Phần chơi mạng có các chế độ như Deathmatch, Team Deathmatch, Capture the flag, Siege và Human VS. Reborn. The Siege và Human VS. Reborn trông khác biệt và độc đáo so với các tựa game khác. Nó cho phép các đội cố gắng kiểm soát từng lãnh thổ màn chơi trong khi cố gắng tranh đoạt lẫn nhau. Chế độ Deathmatch, cũng như phần còn lại của phần trực tuyến của trò chơi có số lượng người chơi tối đa là 10 người. Không có phần chơi nối mạng cục bộ.

## Phát triển
Trò chơi sử dụng engine Unreal 3 đã được sửa đổi của Midway. Điều này cho phép các hiệu ứng và đồ họa chân thực hơn, chẳng hạn như có mưa dội vào vũ khí của người chơi. Vào ngày 11 tháng 5 năm 2007, bản demo cho Xbox 360 đã được phát hành trên  Xbox Live Marketplace. Bản demo thứ hai đã được phát hành trên Xbox Live Marketplace, một tuần sau khi phát hành tựa game này.

## Đón nhận
Trò chơi nhận được nhiều ý kiến trái chiều trên tất cả các nền tảng theo trang web tổng hợp kết quả đánh giá game Metacritic.
Ngày 29 tháng 11 năm 2007, Harvey Smith, nhà thiết kế của trò chơi, công khai thông báo về lịch trình phát triển của game đã bị hủy hoại như thế nào. Ông tuyên bố lịch trình gây ra các đánh giá thấp do thực tế họ không thể kiểm tra thử trò chơi đúng cách. Anh ta mất việc tại Midway ngay sau khi đưa ra nhận xét này.